# Jacques Bertot

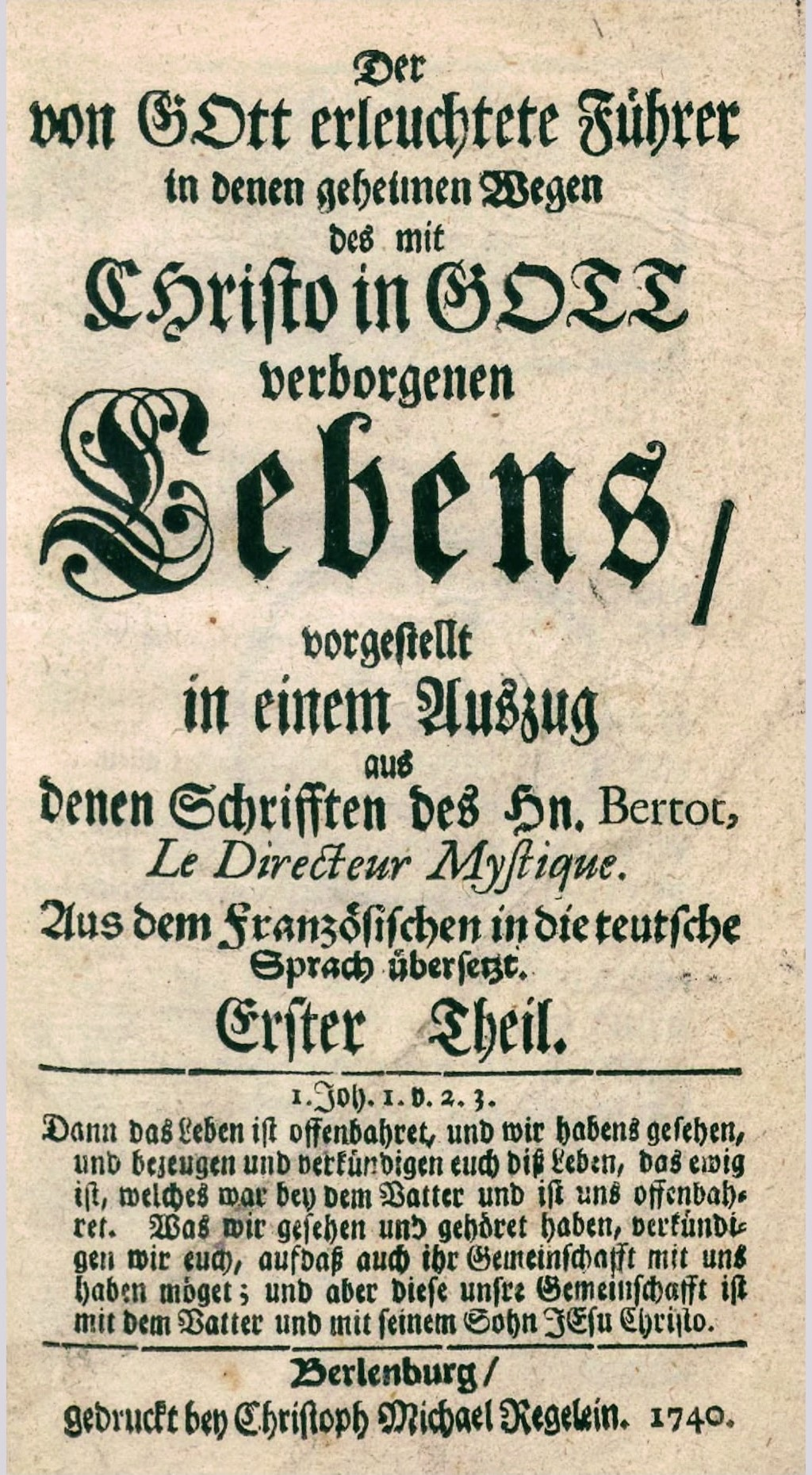
Titelseite des Buches Der von Gott erleuchtete Führer, Erster Teil

Jacques Bertot ([ʒak bɛʁto] ⓘ; * 29. Juli 1622 in Caen; † 28. April 1681 in Montmartre [jetzt Paris]) war ein römisch-katholischer Mystiker und der geistliche Führer Madame Guyons in deren jungen Jahren. Er war zunächst Oberer des Ursulinenkonvents in Caen und später Beichtvater der Abtei von Montmartre.

## Leben
Aus dem Leben Jacques Bertots ist nur wenig bekannt. Im Vorwort des 1740/41 erschienenen Buches Der von Gott erleuchtete Führer (Bild) mit Texten Bertots findet sich eine – aus dem französischsprachigen Ausgangstext Le Directeur Mistique (s. unten) übernommene – Lebensbeschreibung mit dem Hinweis, dass diese „alles in sich verfasst, was man von ihm hat erfahren können“:

„Der Herr Bertot ist in dem Kirchspiel von Coutances in der Normandie geboren worden und wurde allda zum Priester verordnet. Er war ein großer Freund von weiland dem [des verstorbenen] Herrn [Jean] de Bernières-Louvigny [...]. Nach dem Tod dieses seines so lieben Freundes, welchen er als seinen geistlichen Vater ansah, beflisse [befleißigte] sich Herr Bertot, die Seelen in verschiedenen Nonnenklöstern zu führen. Viele andere, sowohl Frauenzimmer als Mannspersonen (deren einige sehr wichtige Chargen bei Hof und in der Armee bedienten [bekleideten]), gebrauchten sich seines Rats, um von ihm die Wege des Heils zu lernen, und er trachtete, ihnen sowohl durch seine Unterweisungen als auch durch seine Briefe behilflich zu sein. Diese Übung setzte er fort, bis dass er durch die Vorsehung genötigt wurde, die Führung der Benediktinernonnen der Abtei von Montmartre nahe bei Paris über sich zu nehmen, in welchem Amt er ungefähr zwölf Jahre, bis an seinen Tod, gestanden hat [...]. Seine Erfahrung hatte ihn gelehrt, dass wenn man Gott im Geist und in der Wahrheit dienen wollte, so müsste man arbeiten, sich an Gott zu geben mehr durch das Herz als durch den Verstand, ja man müsste sich mehr bestreben, seinen Humor [seine Wesensart] und seine Natur in der Vernichtigung [geistigen Selbstaufgabe] und durch die Übung des Kreuzes [die willige Annahme allen Leids] zu überwinden, als sich mit leeren und unnützlichen Spekulationen der auf menschliche Weise erlangten Wissenschaften zu nähren. Nachdem er in der Gemeine [Gemeinde], worinnen er Todes verblichen, mit vielem Eifer gearbeitet hatte, so starb er im Anfang des Märzes 1681, nachdem er an einer Auszehrung lange Zeit krank gelegen [...]. Sein Leichnam wurde in der Kirche von Montmartre, rechter Hand beim Eingang begraben [...].“

Bertot war der einzige Sohn des Tuchhändlers Louis Bertot und dessen Frau Judith Le Mière.
Umfeld Bertots – Wirken in Caen
Die Freundschaft mit dem Mystiker Jean de Bernières-Louvigny (1602–1659), der als Schatzmeister der Krone Laie war, ging auf die Zeit zurück, die Jacques Bertot in der von Jean de Bernières gegründeten Einsiedelei Ermitage de Caen verbracht hatte. Da de Bernières’ Denken und so wohl auch das spirituelle Leben in der Ermitage von der Lehre des Franziskaners Jean-Chrysostome de Saint-Lô (1594–1646), die auch einige der Grundthemen Bertots beinhaltet, stark geprägt waren, wurde versucht, Chrysostome de Saint-Lô als Begründer einer spirituellen Linie oder „mystischen Kindschaft“ darzustellen, die über de Bernières und Bertot zu der zu ihrer Zeit berühmten Madame Guyon (1648–1717) reicht, deren Lehre sich in weiten Teilen mit der Bertots deckt.
Wie zwei Briefe in Le Directeur Mistique von 1673 und 1674 zeigen, stand Jacques Bertot auch in Verbindung mit dem 1663 von François de Montmorency-Laval (1623–1708; 2014 heiliggesprochen) gegründeten Priesterseminar Séminaire de Québec in Kanada – auch François de Laval hatte (ab ca. 1654) für drei Jahre in der Ermitage von Jean de Bernières in Caen gelebt. Zu Bertots Umfeld zählten ferner die als Heilige verehrte Marie des Vallées (1590–1656), Jean Eudes (1601–1690; 1925 heiliggesprochen) und Catherine de Bar (1614–1698), die Gründerin des Instituts der Benediktinerinnen vom Heiligsten Sakrament und des Benediktinerinnenklosters Rue Cassette in Paris, die in einem Brief an Jean de Bernières vom 30. Juli 1645 schreibt, wie der damals erst 23 Jahre alte Jacques Bertot durch seine Anwesenheit „dieses arme, kleine Kloster erneuert und die Gnade der Inbrunst in den Köpfen und das Verlangen nach heiliger Vollkommenheit wiederbelebt hat.“
In Caen stand Bertot nach einem Studium an dem dortigen Kolleg zunächst von 1655 bis 1675 als Priester und Beichtvater dem 1624 von Jean de Bernières’ Schwester Jourdaine de Bernières gegründeten Ursulinenkonvent vor und betreute darüber hinaus Nonnen in verschiedenen Klöstern. 1675 erfolgte seine Berufung als Beichtvater an die Abtei von Montmartre, damals noch „ein Dorf auf einem Hügel, der ihm seinen Namen gibt, in der Nähe eines Vororts nördlich der Stadt Paris“.
Wirken in Montmartre und Paris – Retraites-Schriften
Schon vor dieser Zeit aber hatte Bertots Freundschaft mit der Äbtissin von Montmartre, Françoise Renée de Lorraine (1621–1682), dazu geführt, dass sich in Paris um Bertot, der in der Abtei von Montmartre und einige Jahre später auch im Haus der Nouvelles Catholiques in Paris Vorträge hielt, ein frommer Kreis bildete. Wohl aus diesem Umfeld gingen 1662 zwei Begleitbände zu Einkehrvorträgen hervor, in welchen im Wesentlichen die Anfänge des Weges der Vervollkommnung einer Seele im Grad der Betrachtung, der ersten Stufe des mystischen Wegs, thematisiert wurden. Komplettiert wird diese Reihe durch einen dritten Band mit dem Titel Conclusion des Retraites, der jedoch erst nach Bertots Tod von der Oberin des Klosters Montmartre veröffentlicht wurde; Bertot selbst strebte nicht danach, sich „als ein Autor durch den Druck darzustellen“.
Diese letzte, sehr dichte und detailscharfe Abhandlung – unter dem Titel Abschluss der Einkehrvorträge 2020 erstmals in Übersetzung erschienen (s. unter Werke) –, in der die höheren Grade des mystischen Wegs mit Autorität und psychologischer Finesse umrissen sowie Fragen des Verhaltens in verschiedenen Lebenssituationen erörtert werden, wurde wie auch die beiden ersten Bände der Retraites-Schriften ohne Nennung eines Autors veröffentlicht und erst in neuerer Zeit Bertot zugeschrieben; den beiden ersten Bänden lagen dabei wohl Mitschriften seiner Vorträge und dem dritten Band Aufzeichnungen Bertots zugrunde. Die Texte weichen im Schreibstil jedoch von den unzweifelhaft aus Bertots Hand stammenden, späteren Abhandlungen und Briefen ab und erreichen auch nicht deren Tiefe, weshalb eine andere Autorschaft nicht ausgeschlossen bleibt. Andererseits wurden sie einige Jahre vor jenen verfasst, sodass – neben einer eventuell erfolgten Überarbeitung durch Dritte und anderen möglichen Erklärungen – unterstellt werden kann, dass Bertots Lehre und Stil in diesen frühen Texten noch nicht zu der Reife späterer Jahre gelangt waren.
Verbindung mit Madame Guyon – Überlieferung und Wirkung der Schriften Bertots
Die 26 Jahre jüngere, damals 23-jährige Madame Guyon traf auf Anraten von Geneviève Granger (1600–1674), der Oberin des Benediktinerkonvents ihres Heimatorts Montargis, unter deren Einfluss sie einige Zeit stand, am 21. September 1671 zum ersten Mal mit Jacques Bertot zusammen. Hierzu erwähnt Madame Guyon im ersten Teil ihrer Autobiografie, dass sie nach Paris gegangen sei, „um da mein Auge behandeln zu lassen, indes viel weniger in dieser Absicht, als den Herrn Bertot zu sehen, den die Mutter Granger mir vor Kurzem zum Gewissensrat empfohlen hatte und der ein Mann von hoher Erleuchtung war.“ Auch sie, von Bertot später als seine „älteste Tochter und die fortgeschrittenste“ bezeichnet, war in der Folge einige Jahre lang Teil des Kreises um Bertot in Paris und nahm an dessen Einkehrvorträgen teil.
Nicht zuletzt Madame Guyon ist es zu verdanken, dass Leben und Werk Jacques Bertots nicht völlig in Vergessenheit gerieten: Vor ihrem Tod hatte sie die schon von ihr zur Veröffentlichung vorbereitete Sammlung von Abhandlungen und Briefen, zu der neben den an sie selbst gerichteten Briefen Bertots zahlreiche Briefe und Manuskripte aus Bertots Nachlass gehörten, die auf Umwegen an Madame Guyon gelangt waren, ihrem Schüler Pierre Poiret (1646–1719) anvertraut, dessen Freunde sie 1726 schließlich als vierbändiges Werk unter dem Titel Le Directeur Mistique in Druck gaben. Eine Auswahl der darin enthaltenen Texte Bertots wurde ins Deutsche übersetzt und unter dem Titel Der von Gott erleuchtete Führer in denen geheimen Wegen des mit Christo in Gott verborgenen Lebens (s. unter Werke) 1740 und 1741 in dem als Zentrum der radikal-pietistischen Inspirationsbewegung in Deutschland bekannten Berleburg herausgegeben (wo zwischen 1726 und 1742 auch die stark von Madame Guyons Lehre geprägte Berleburger Bibel gedruckt wurde). 1742 wurde in Berleburg zudem eine einbändige Auswahl von Texten aus Le Directeur Mistique in französischer Sprache ediert. Weiterhin findet sich ein 1672 von Jacques Bertot an Madame Guyon gerichteter Brief in zwei deutschen Übersetzungen (1734 und 1769) in den Briefsammlungen Madame Guyons, und 1739 wurde eine Abhandlung Bertots zu Lazarus von Betanien (höchst wahrscheinlich ebenfalls in Berleburg) in Übersetzung veröffentlicht. Dieser Brief (in der Fassung von 1769) und die 1739 übersetzte Abhandlung finden sich neben einer Auswahl hier erstmals in Übersetzung vorgestellter Texte Bertots auch in dem 2023 erschienenen Sammelband Weitere Schriften (s. unter Werke).
Die gesichert durch Bertot verfassten Schriften zeugen in ihrer großen Dichte und Strenge, Nüchternheit und Schlichtheit von dessen ausgesprochen tiefer spiritueller Erfahrung und sind in vielerlei Hinsicht beispiellos. Mit ihrer Kraft und Klarheit sind sie bemerkenswerte Zeugnisse eines direkten, ja abrupten Weges, der weit von jeglicher Selbstgefälligkeit und von der Passivität schlichten Nichtstuns und Müßiggangs entfernt ist, die die Bezeichnung Quietismus und die damit verbundenen Anschuldigungen, die gegen Bertot erst post mortem erhoben wurden, denen sich vor allem aber Madame Guyon ausgesetzt sah, rechtfertigen würden. Fraglos war die Verfolgung durch die Kirche im 17. und 18. Jahrhundert auch machtpolitisch motiviert; die Verkennung dieses Wegs erklärt sich aber wohl vor allem aus seinem rein mystischen Charakter, der eine völlige Hinwendung zu Gott voraussetzt und nur durch die persönliche Erfahrung in seiner Tiefe erfasst werden kann.

## Lehre
Jacques Bertots Lehre ist frei von theologischen Spekulationen und fest in der Erfahrung verankert. Der „allerärmste, unwissendste Bauer oder das allerbäuerischste Weiblein“, schreibt er, können „die heilige Dreieinheit wahrhaftig und wesentlich [ihrem Wesen nach] finden [...] ebenso viel als der Allergelehrteste und Heiligste.“ Dieses Finden der heiligen Dreieinheit (Dreieinigkeit) ist die Vereinigung mit Gott, dem Urgrund allen Seins, der, da seine Existenz nicht die eines dinghaften Wesens ist, zwar niemals mit den dem Menschen zur Verfügung stehenden Mitteln – seinen Sinnen und seinem Verstand – erfasst oder verstanden, jedoch im durch den Glauben gewirkten Tod dieser Kräfte erfahren werden kann.
Glaube ist hier nicht das bloße Fürwahrhalten und steht in keinem direkten Bezug zu einem religiösen Bekenntnis oder einer Überzeugung, zu der der Mensch kraft seines Empfindungs- und Denkvermögens gelangt ist. Vielmehr nimmt Glaube erst dort wahrhaftig seinen Anfang, wo der Mensch zu der unumstößlichen Gewissheit kommt, dass er nichts ist und nichts vermag: dass Gott alles ist und das Heil somit allein durch die Gnade erlangt werden kann – eine Gewissheit, die ihrerseits nicht erarbeitet oder verdient, sondern als Gabe nur demjenigen Menschen zuteilwerden kann, der durch das Erfahren und Einbekennen seines geistig-seelischen Elends und seiner völligen Hilflosigkeit zu tiefer Demut gelangt ist: Mit allen Versuchen, sein Heil aus eigener Kraft zu erwirken, gänzlich gescheitert und an sich selbst verzweifelt beginnt hier sein Wille, sich zu verlieren, und gibt so dem Willen Gottes Raum, in ihm – ohne ihn – zu wirken.
Durch „die Gabe des Glaubens“, so Bertot, gelangt die Seele (der Mensch) „geschwind und sicher zu der so sehr gewünschten Vereinigung [...]. Diese Gabe des Glaubens beschließt in sich und in ihrer Kraft den ganzen Weg der Vereinigung und Vollendung der Seele mit Gott.“ Es ist der Glaube – der „verschafft, dass [die Sinne und der Verstand] sterben und aus ihrem Wirken und aus ihrer Weise ausgehen“ –, wodurch die Seele zur Überlassung an die Geschehnisse eines jeden Augenblicks, der Übergabe an den Willen Gottes, gelangt. 
„Dieses ist keine kleine Sache“, schreibt Bertot, „und die Schwierigkeit ist nicht gering. Es ist ein Tod, den kein Mensch ertragen kann ohne nur derjenige, in welchem Jesus Christus [der Stand Jesu Christi] zu sein anfängt“: Hierbei „lernen wir durch unsere Erfahrung, dass gleichwie wir im Anfang und eine lange Zeit zu Gott gegangen sind, indem wir [...] sorgfältig waren, von unseren Fehlern uns loszumachen [...], dass nachgehends [in der Folge] besagte Fehler uns ebenso viel dienen, um zu machen, dass wir aus uns selbst ausgehen und uns in der Wahrheit ebenso viel verlieren, als sie uns helfen, uns in Ansehung unserer selbst zu verlieren. [...] – [Es] ist keineswegs, dass man an seinen Fehlern einen Wohlgefallen hat und solche toleriert [...], sondern es ist vielmehr ein innerer Tod, der verursacht wird durch die Erfahrung dergleichen Fehler, die zu einer Zeit sowohl unsere Verlierung vollstrecken als auch ebendiesen Fehlern ihre abhelfliche Maß geben [ihnen abhelfen] auf eine Weise, die man niemals lernt [selbst zur Ausübung bringen kann].“
Jacques Bertot lässt mithin keinen Zweifel daran, dass die mystische Vereinigung von Gott und Mensch keinesfalls durch das „Wirken der Kreatur“, das heißt dadurch erlangt werden kann, dass der Mensch im Gebrauch seiner Sinne und seines Verstandes – welche gleichwohl „alle ihre Kräfte“ anwenden werden, „um sich im Leben zu erhalten“ – die Annäherung an Gott und die Vereinigung mit ihm sucht. Vielmehr ist es, so Bertot, „sehr wahrhaftig und gewiss, dass eine Seele keinen einzigen Schritt in diesem Weg ohne Übergabe tun kann“: Nur „die Seelen, die ihr Unvermögen, weiter fortzugehen, erfahren“ und, „anstatt sich Gewalt anzutun, um sich selbst zu leben, [...] sterben und sich an Gott überlassen“, werden erfahren, wie „dieses Unvermögen durch ebendiesen Tod und Absterben ihrer selbst in eine göttliche Macht und göttliches Vermögen verwandelt werden.“
Der Teil des Menschen und alles, was er durch sich selbst ist, ist nur Schwachheit und Elend: Sein Heil besteht einzig im Teil Gottes. Nur wenn die Seele (der Mensch) dies erkennt und sich in völliger geistiger Selbstaufgabe dem Willen Gottes – dem, was jeder Augenblick ihres Daseins mit sich bringt – ohne Wahl und Neigung unterwirft, alles „ohne Absicht weder auf ihre Heiligkeit noch auf ihren geistlichen Fortgang noch auch sogar auf ihre eigene Seligkeit“ fahren lässt, „um zu leben ohne Leben, zu sehen ohne Sehen und [in Gott] alles zu sein, indem man nichts ist“, wird sie sich „verlieren, ohne sich jemals wiederfinden zu können“, und so zur Vereinigung mit Gott gelangen.
„[A]lles dieses“, versichert Bertot freilich, „ist ganz unbegreiflich, ohne nur demjenigen, der solches schmeckt und Erfahrung davon hat“ – eine Erfahrung, die kein bewusstes Erleben ist, sondern sich im Erlöschen jeder Vorstellung von Selbst dem menschlichen Bewusstsein entzieht.

## Zitate
Alle nachfolgenden Zitate sind dem Buch Der von Gott erleuchtete Führer in denen geheimen Wegen des mit Christo in Gott verborgenen Lebens entnommen.

„Eine große Anzahl Seelen, welche Gott in sich regieren zu lassen verlangen und nach ihrer Vollkommenheit sich bestreben, gelangen niemals hierzu, aus Ursachen weil sie es nicht auf die rechte Weise anfangen in Ansehung [hinsichtlich] der Treue, die sie gegen Gott haben sollen auch in den sie betreffenden Zerstörungen und in allem Kreuz, das sie, wenn sich Gott von ihnen entfernt, tragen, wie auch durch ihre Fehler, Schwachheit und Ohnmacht, ja auch wohl gar, wenn es ihnen scheint, als ob sie hierinnen einwilligten. Sie glauben allezeit, die Vollkommenheit bestünde in einer gewissen inneren Reinigkeit und Aufrichtigkeit [in der Fehlerlosigkeit ihrer selbst], die sie befleckt zu sein meinen, wenn sie die Pein ihrer Unreinigkeiten und ihres Elends erdulden; und anstatt sie also durch dieses Mittel [die Erfahrung und Duldung ihres Elends] ihren Weg jederzeit fortsetzen sollten, so halten sie sich auf damit, dass sie dasjenige wieder zurechtbringen und wiedergutmachen wollen, was sie entweder ganz verdorben oder doch wenigstens geschwächt zu sein glauben. Dieses aber ist nicht der wahrhafte Prozess, wie man sich betragen soll. Gott bedient sich zwar wohl der Treue und der Lauterkeit der Tugend; denn es ist ein Gott der Reinigkeit, der über die unsrige eifert: Allein weil der Hauptratschluss Gottes dahin geht, dass er als ein souveräner Oberbeherrscher und als Gott wahrhaftig in uns regieren möge, so wird er gleichwohl sehr oftmals mehr geehrt durch die Verlierung (wenn wir uns selbst verlieren, indem wir all unser Elend geduldig und demütig erdulden und [also] leiden, dass wir von diesem unserem Elend beunruhigt und gequält werden [anstatt zu versuchen, uns davon zu befreien]) als durch die Reinigkeit der Tugend, die uns in ruhiger Gelassenheit erhält, worinnen wir öfters glauben, als ob wir etwas wären, und dieses aus Schwachheit, die wir haben, um allezeit uns selbst zu glauben und uns hoch zu achten.“

„Demnach ist es von sehr großer Wichtigkeit, dass man dem Verfahren und Betragen der Sinne wie auch ihren Lichtern [Einsichten] nach und nach absterbe und alles dieses fahren lasse, damit, wenn wir uns des Glaubens bedienen (welcher verschafft, dass wir in Gott auf eine ganz leichte Weise sind, bleiben und darinnen alles, was wir bedürfen, finden), damit, sage ich, wir auch in ebensolchem Glauben und folglicherweise in Gott unsere wahrhafte Freude finden mögen wie auch überhaupt alles dasjenige, was uns abgeht und fehlt.“

„Denn die Seelen, welche auf diese Weise im Glauben [einen mystischen Tod] zu sterben bestimmt sind, diese Seelen müssen sich selbst so gänzlich absterben, dass sie nachderhand [in der Folge] keinen Augenblick zu finden vermögen, worinnen sie sollten wählen können, ob sie auf eine oder die andere Weise sein wollen, ob sie an diesem oder jenem Ort sich aufhalten und auf eine von ihnen verlangte Weise oder auf die andere sein wollen; vielmehr werden diese Seelen allezeit in der Hand Gottes bleiben, um alles mit und aus sich machen zu lassen, was Gott wohlgefällt; daher gelten ihnen auch alle Dinge gleich.“

„[Diese] Unterwerfung [darf] keine Maß noch Ziel haben, sondern [muss] ganz und völlig sein, damit, wenn der eigene Geist sich wahrhaftig unterwirft, er alsdann seinen Neigungen absterbe und hierdurch dahin gelange, wohin ihn der Glaube gewiss und in der Tat haben will. Im Gegenteil aber, wenn der eigene Geist auch im Mindesten sich selbst führen und Vernunftschlüsse und Auslegungen machen will sowohl über die Befehle Gottes als auch über dasjenige, was uns seine Führung zu sein angezeigt wird, so verirrt er sich in seinen Lichtern und in seinem eigenen Willen, und da also die Seele aus einem Labyrinth in das andere verfällt, ob sie gleich einen weiten Weg zurücklegt, so geht sie doch gleichwohl niemals heraus, weder aus sich selbst noch aus den Neigungen noch aus ihren eigenen Forderungen und Begehren, und folglicherweise gelangt die Seele auch niemals dahin, dass sie Gott findet, als welcher sich niemals finden lässt, ohne nur so viel, als man wahrhaftig aus sich selbst herausgeht.“

„Allein, werden Sie zu mir sprechen, sagt mir doch, welchen Dingen ich abzusterben habe, damit ich machen könne, dass dieser Tod bald komme? Sie sind es nicht, liebe Schwester, die da machen soll, dass Sie sterben, sondern Gott selbst, der den Grund Ihrer Seele in Besitz genommen, muss Sie in den [mystischen] Tod führen. So seien Sie demnach wie ein Lamm, dem man die Kehle absticht: Denn dieses Licht wirkt selbst und tut dasjenige, was es zeigt, wenn die Seele nur in Ansehung sotanen [des so beschaffenen] Lichts sich leidsam oder passiv verhält.“

„[Es ist] von großer Wichtigkeit [...], wohl Achtung zu geben auf den gegenwärtigen Stand, den die Seele hat (gesetzt, dass Ihr Wille redlich ist), und dass man durch sotanen gegenwärtigen Stand zu Gott gehe, ohne einen anderen zu suchen; denn wenn man dieses nicht tut, so verliert man unendlich viel Zeit, dasjenige zu suchen, was man niemals finden wird. Gott wirkt nur eigentlich durch besagten gegenwärtigen Stand der Seele.“

„Wenn man zu allem diesem nicht von ganzem Herzen bereit ist, so darf man sich keine Hoffnung zu etwas machen und nur glauben, dass man vieles, aber gar vergebens leiden wird.“

„Ein jeder begehrt allezeit, etwas zu sein, es sei nun in Ansehung der Kreaturen oder vor Gott, und das Licht Gottes führt doch ganz zu dem Gegenteil und verlangt ganz was anderes: Da man sich aber darein nicht schicken kann, so läuft die ganze Lebenszeit dahin, indem man allezeit das Gegenteil tut und sich widersetzt und gleichwohl nichts findet.“

„Der Weg [...], um zu Jesu Christo zu gehen [in den Stand Jesu Christi einzugehen], ist Verlierung, Dunkelheit und Finsternisse; dazuzunahen ist zu dem Abgrund nahen oder dass man dareinfällt: Allhier entfällt [verliert sich plötzlich] alle Herzhaftigkeit und alle Dinge gebrechen [und es gebricht an allem], das Blut in den Adern erstarrt vor Entsetzen oder vielmehr wegen der Versicherung seiner völligen und gänzlichen Verlierung. Allein zu sagen, was das ist, mit Jesu Christo zu wandeln, nachdem man ihn gefunden hat, so sind dieses solche Tiefen und Abgründe, von solchen zu reden es ohnmöglich ist; die Erfahrung einzig und allein soll und kann es wissen.“

## Werke

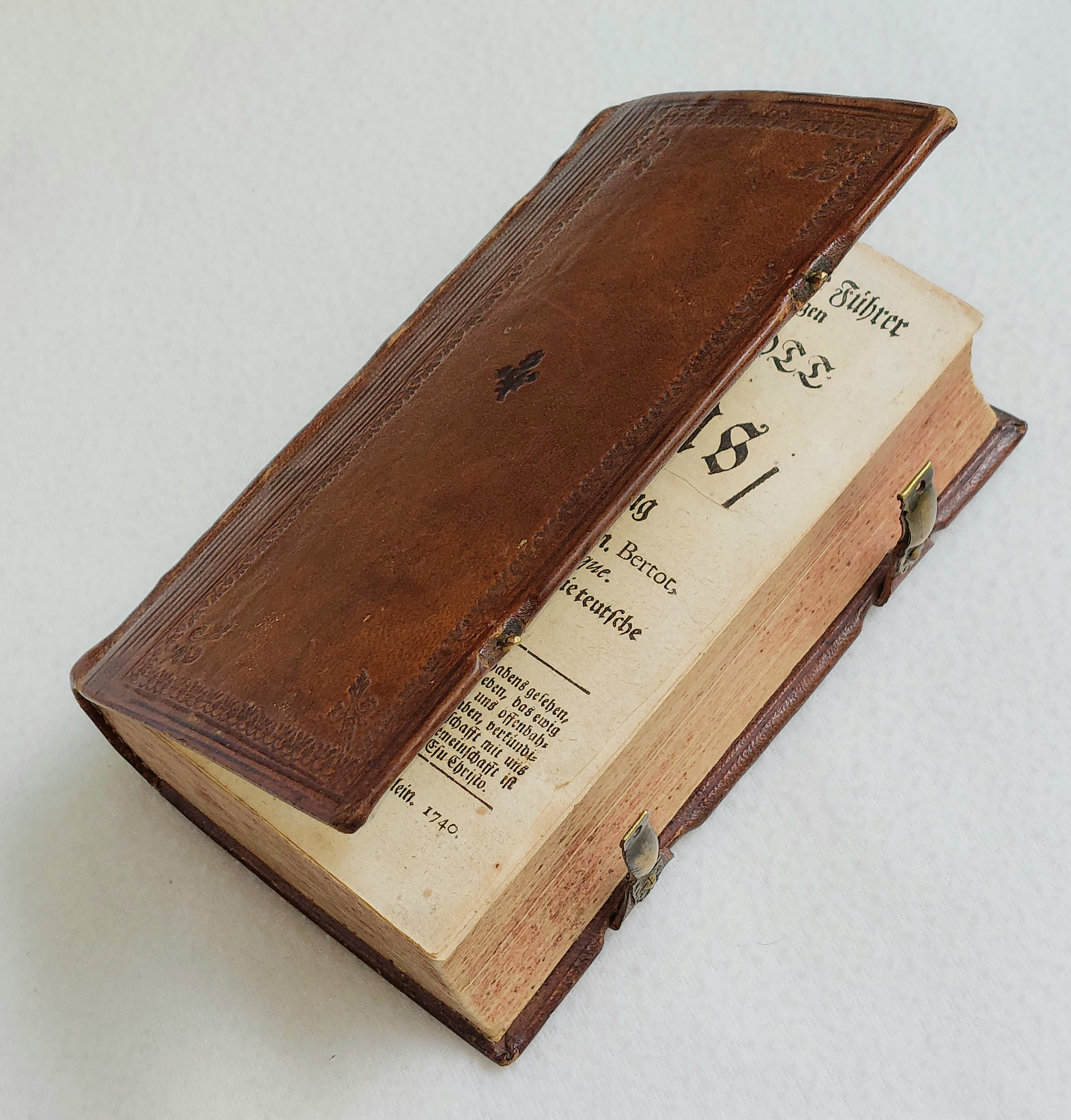
Originalausgabe des Buches Der von Gott erleuchtete Führer

Übersetzungen in die deutsche Sprache:
- Der von Gott erleuchtete Führer in denen geheimen Wegen des mit Christo in Gott verborgenen Lebens. – Übersetzung einer Auswahl von Abhandlungen und Briefen Jacques Bertots aus dem 1., 2. und 3. Band von Le Directeur Mistique (s. unten). – Zwei Teile in einem Band:
• Erster Teil, Berleburg 1740 (modernisierte, kommentierte und annotierte Abschrift, Version 7.0, 2024. PDF; 2,1 MB) – Digitalisat der Originalausgabe der Staatsbibliothek zu Berlin (PDF; 230 MB)
• Zweiter Teil, Berleburg 1741 (modernisierte, kommentierte und annotierte Abschrift, Version 7.0, 2024. PDF; 2,0 MB) – Digitalisat der Originalausgabe der Staatsbibliothek zu Berlin (PDF; 223 MB)

- Weitere Schriften, 2023 (Version 2.1, 2024. PDF; 0,9 MB). – Sammelband mit zwei bereits im 18. Jahrhundert übersetzten Schriften, die nicht Teil von Der von Gott erleuchtete Führer waren, sowie einer Auswahl weiterer, hier erstmals in Übersetzung vorgestellter Texte aus dem 1. und 3. Band von Le Directeur Mistique.

- Abschluss der Einkehrvorträge, 2020 (Version 2.1, 2023. PDF; 0,6 MB). – Übersetzung des Werkes Conclusion des Retraites, des 3. Bandes der Retraites-Reihe (s. unten), die der Autorschaft Bertots zugeschrieben wird.

In französischer Sprache erschienen:
- Le Directeur Mistique ou Les Oeuvres Spirituelles de Monsr. Bertot, Ami intime de feu Mr. Bernieres & Directeur de Mad. Guion. Vier Bände, Köln 1726 (Digitalisate bei Google Books. Abgerufen am 1. Januar 2024.). – Abhandlungen (1. Band) und Briefe (2. und 3. Band) Jacques Bertots (im Anhang des 2. Bandes finden sich zudem einige Aussprüche Marie des Vallées’) sowie (im 4. Band) Briefe einiger anonymer Autoren, des Karmeliters Maur de l’Enfant Jesus und Madame Guyons:
• Premier volume – Plusieurs Eclaircissemens & Traités sur la Vie Intérieure & l’Oraison de Foi (PDF; 18 MB)
• Second volume – Ses Lettres Spirituelles sur plusieurs sujets qui regardent La Vie intérieure & l’Oraison de Foi (PDF; 17 MB)
• Troisième volume – La Suite de Ses Lettres Spirituelles sur plusieurs sujets qui regardent La Vie Intérieure & l’Oraison de Foi (PDF; 21 MB)
• Quatrième volume – Un Recueil de Lettres Spirituelles tant de plusieurs Auteurs Anonimes que du R. P. Maur de l’Enfant Jesus & de Mad. Guion Sur la Vie intérieure & l’Oraison de Foi, qui n’avoient point encore vu le jour (PDF; 16 MB)

- Le Directeur Mistique ou Extrait Des Oeuvres Spirituelles de Monsr. Bertot, Ami intime de feu Mr. Bernieres & Directeur de Mad. Guion, Berleburg 1742 (Digitalisat der Staatsbibliothek zu Berlin. PDF; 160 MB. Abgerufen am 1. Januar 2024.). – Eine Auswahl von Abhandlungen und Briefen Jacques Bertots, Briefen Madame Guyons sowie Aussprüchen Marie des Vallées’ aus den obigen vier Bänden.

- Diverses Retraites Où une Ame apres avoir conneu son desordre par la lumiere du Sainct Esprit, se resoud à le quitter, & embrasser le chemin de la saincte perfection. Paris 1662 (PDF; 10 MB. Abgerufen am 1. Januar 2024.).

- Continuation des Retraites Dans lesquelles l’ame puisera des lumieres pour travailler solidement à sa perfection. De plus les degrez d’oraison sont expliquez, pour une plus grande facilité à faire usage de ses Retraites. Paris 1662 (PDF; 12 MB. Abgerufen am 1. Januar 2024.). – Wie auch Diverses Retraites (s. oben) vermutlich aus Mitschriften entstandener Begleitband zu Einkehrvorträgen Bertots.

- Conclusion des Retraites Ou il est Traité des Degrez, & des Etats differens de l’Oraison, & des moyens de s’y perfectionner. Paris 1684 (PDF; 5 MB. Abgerufen am 1. Januar 2024.). – Vermutlich aus Aufzeichnungen Bertots spätestens 1663 (dem Jahr der Genehmigung des Textes) entstandene Abhandlung über die Grade des mystischen Wegs.